# Емона (залив в Антарктика)
Заливът Емона (на английски: Emona Anchorage) се намира на протока Брансфийлд с размери 4 км по направление югозапад-североизток и 3.4 км по направление северозапад-югоизток, достига дълбочина 100 м в средната си част. Представлява североизточната, вътрешна част на Южния залив на остров Ливингстън, използвана за закотвяне на корабите посещаващи българската база Св. Климент Охридски. Ограничен на югоизток от нос Хесперидес и Българско крайбрежие, на изток от края на ледника Перуника, и на северозапад от Пимпирев бряг в частта му североизточно от нос Смолян. Бреговата линия на залива претърпява значителни промени в резултат на отдръпването на лед. Перуника и Пимпирев ледник (достигащо 400 м при нос Алеко и риф Ронжел в рамките на едно десетилетие) в края на 20 и началото на 21 век. Районът е посещаван от ловци на тюлени през 19 век.
Координатите му са: 62°37′35″ ю. ш. 60°22′20″ з. д. / 62.626389° ю. ш. 60.372222° з. д.
Наименуван на селището Емона в Източна България. Името е официално дадено на 16 март 1994 г.
Българско топографско проучване през 1994/1995 г., 1995/1996 г., Тангра 2004/05 и 2009/2010 г. Британско картографиране от 1968 г., чилийско от 1971 г., аржентинско от 1980 г., испанско от 1991 г., българско от 2005 г., 2009 г., и 2010 г. (водната част прилежаща към българската база).

## Карти
- Л.Л. Иванов, Св. Климент Охридски, о. Ливингстън, топографска карта в мащаб 1:1000, Проект на Комисията по антарктическите наименования, подкрепен от Атлантическия клуб в България и Българския антарктически институт, София, 1996. (Първата българска антарктическа топографска карта)
- L.L. Ivanov. Livingston Island: Central-Eastern Region. Scale 1:25000 topographic map. Sofia: Antarctic Place-names Commission of Bulgaria, 1996.
- Isla Livingston: Península Hurd. Mapa topográfico de escala 1:25 000. Madrid: Servicio Geográfico del Ejército, 1991
- L.L. Ivanov et al, Antarctica: Livingston Island, South Shetland Islands (from English Strait to Morton Strait, with illustrations and ice-cover distribution), 1:100000 scale topographic map, Antarctic Place-names Commission of Bulgaria, Sofia, 2005.
- L.L. Ivanov. Antarctica: Livingston Island and Greenwich, Robert, Snow and Smith Islands. Scale 1:120000 topographic map. Troyan: Manfred Wörner Foundation, 2009. ISBN 978-954-92032-6-4
- Л.Л. Иванов. Карта на остров Ливингстън. В: Иванов, Л. и Н. Иванова. Антарктика: Природа, история, усвояване, географски имена и българско участие. София: Фондация Манфред Вьорнер, 2014. с. 18-19. ISBN 978-619-90008-1-6
- L.L. Ivanov. Antarctica: Livingston Island and Smith Island. Scale 1:100000 topographic map. Manfred Wörner Foundation, 2017. ISBN 978-619-90008-3-0